# Malvar (Batangas)
Pour les articles homonymes, voir Malvar.
Malvar est une municipalité de 2e classe dans la province de Batangas, aux Philippines. En 2009, la population était de 41 270 habitants et le nombre total de ménages lui de 8678. La municipalité a été nommée d'après le général Miguel Malvar, le dernier général philippin à se rendre au gouvernement américain aux Philippines en 1902.
Située à 68 kilomètres au sud de Manille et facilement accessible par l'autoroute à péage STAR, Malvar est délimitée, au nord Tanauan les villes de, à l'est Santo Tomas, au sud Lipa City et à l'ouest Balete
Avec l'expansion continue de la région métropolitaine de Manille, la ville est maintenant contigüe avec Manille, dont la zone bâtie atteint aujourd'hui Lipa City.
(traduction d'une partie de l'article similaire sur wikipedia anglais)